# Ložnice (Primošten)
Ložnice su naselje Općine Primošten u Šibensko-kninskoj županiji.

## Zemljopis
Nalaze se oko 9 kilometara istočno od Primoštena.

## Povijest
Naselje je nastalo 2001. izdvajanjem iz naselja Ložnice, u općini Rogoznica.

## Stanovništvo
Prema popisu iz 2011. naselje je imalo 44 stanovnika.
| broj stanovnika |       | 48    | 44    | 41    |
|                 | 1991. | 2001. | 2011. | 2021. |